# Janus Henderson
Janus Henderson ist eine Investmentgesellschaft mit Hauptsitz in London, die im Jahr 2017 aus der Fusion der Unternehmen Janus Capital Group und Henderson Group entstand.
Sie betreibt 10 Investmentfonds mit eigener Rechtspersönlichkeit, verwaltet ein Vermögen von 289 Mrd. £, beschäftigt mehr als 2000 Mitarbeiter und hat Niederlassungen in 24 Ländern.
Das Unternehmen ist an den Börsen New York und Sydney gelistet.
In Deutschland hat das Unternehmen ein Büro in Frankfurt am Main.

## Geschichte
Im Jahr 2016 kündigten die Unternehmen Janus Capital Group und Henderson Group eine Fusion an. Diese wurde im Mai 2017 mit der Gründung des neuen Unternehmens Janus Henderson abgeschlossen.
Im November 2019 wurde das Unternehmen von der Finanzaufsichtsbehörde mit einer Geldstrafe in Höhe von 1,9 Millionen Pfund belegt, weil es seinen Kunden aktive Managementdienstleistungen in Rechnung gestellt hatte, obwohl das aktive Management eingestellt worden war.
Im Frühjahr 2022 trennte sich das Unternehmen von seiner angeschlagenen Tochtergesellschaft Intech, die mit quantitativen Aktien handelte.
Im Januar 2023 leitete die Financial Conduct Authority ein Strafverfahren gegen fünf Personen, darunter ein ehemaliger Analyst des Unternehmens, wegen Verschwörung zum Insiderhandel und Geldwäsche ein und im März 2023 wurde das Unternehmen von der niederländischen Finanzmarktaufsicht zu einer Geldstrafe in Höhe von 1,7 Millionen Euro verurteilt, weil es seine 3,02-prozentige Beteiligung an Renewi nicht rechtzeitig gemeldet hatte.
Im Juni 2023 ging das Unternehmen ein Joint-Venture mit Privacore Capital ein, um vermögenden Privatkunden alternative Anlagen anzubieten.